# Hermann Naegele
Hermann Franz Joseph Naegele, född 1810 i Heidelberg, död där 1851, var en tysk läkare. Han var son till Franz Naegele.
Naegele blev 1838 extra ordinarie professor i Heidelberg och var som obstetriker lika berömd som fadern. Hans huvudarbete var den på sin tid mycket anlitade Lehrbuch der Geburtshülfe (1843–1845; åttonde upplagan 1869–1871).